# Scarlett’s Magic

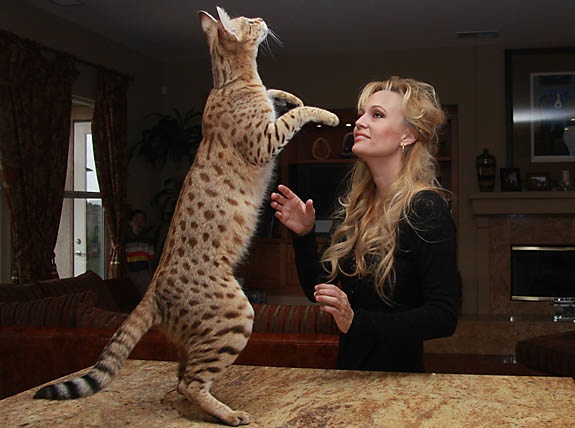
Scarlett’s Magic mit ihrer Halterin Kim Draper

Scarlett’s Magic (* 6. März 2008) ist eine weibliche Savannah-Katze. Sie galt über eine gewisse Zeit als die weltweit größte domestizierte Katze. 2010 erhielt sie mit einer Schulterhöhe von 45,9 cm den Guinness-Rekord für die größte lebende Hauskatze, sowie den Guinness-Rekord für die längste lebende Hauskatze mit einer Länge von 108,51 cm. Dieser Rekord ist aktuell inaktiv.

## Leben
Scarlett’s Magic wurde im März 2008 geboren. Sie lebt bei der Züchterin Kim Draper und deren Mann Lee in Kalifornien. 
Sie wurde am 12. März 2010 mit dem Key to the City von Corona, Kalifornien ausgezeichnet und trat bereits mehrmals im Fernsehen auf, unter anderem bei Live with Regis and Kelly und auf Animal Planet.

### Galerie

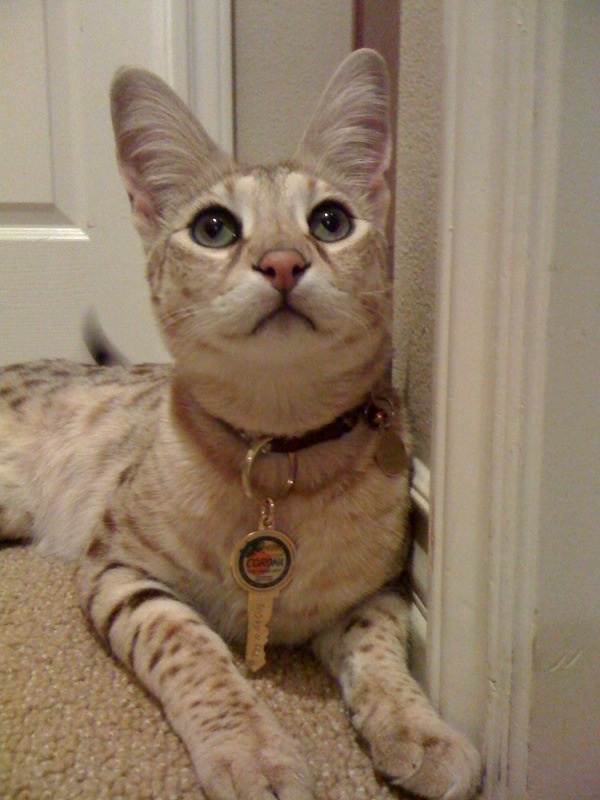
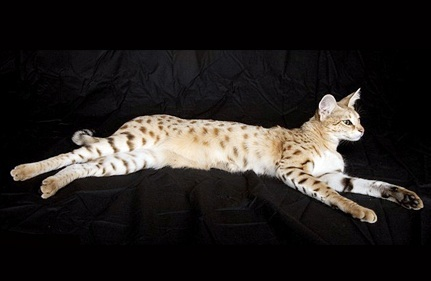
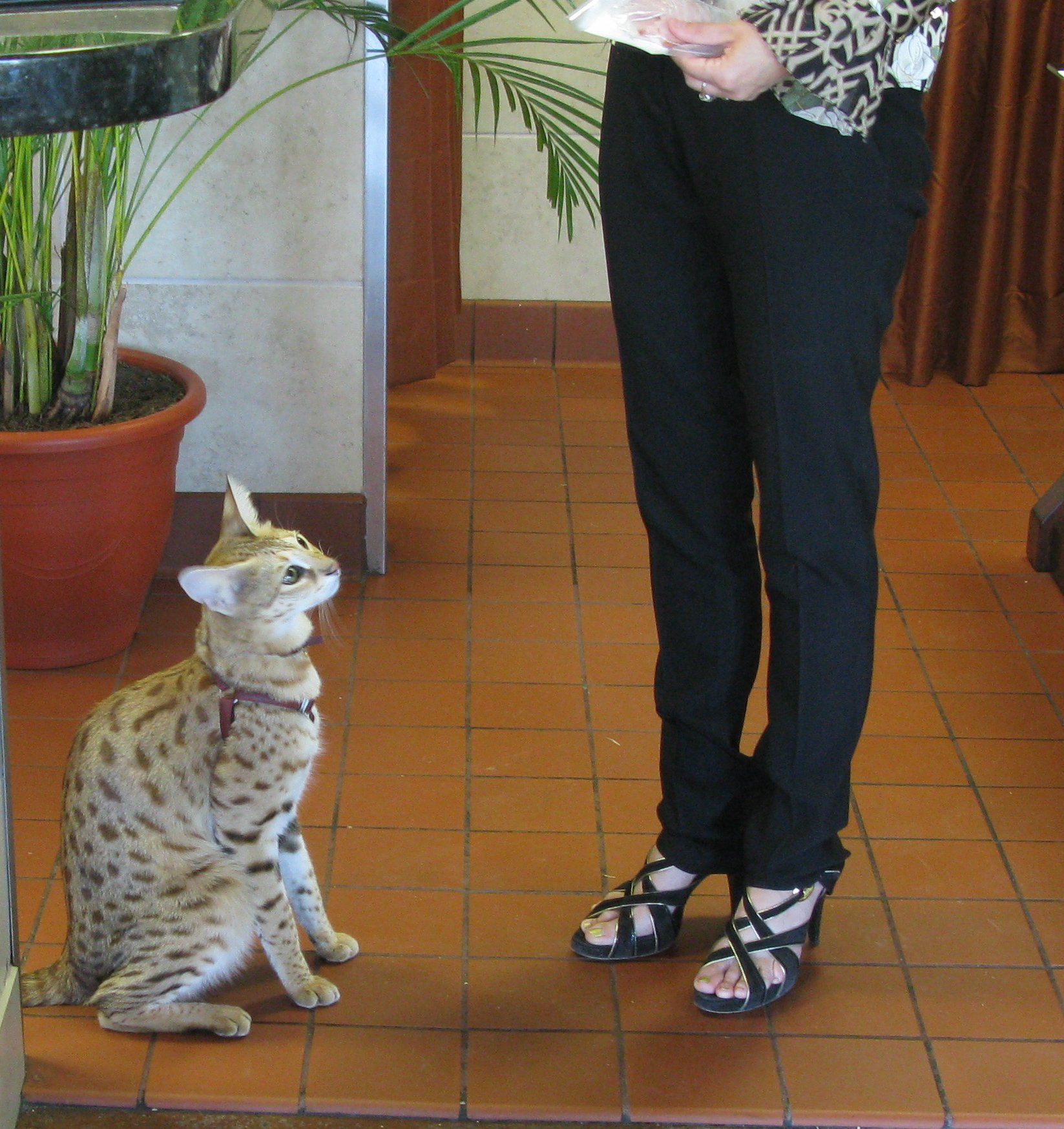
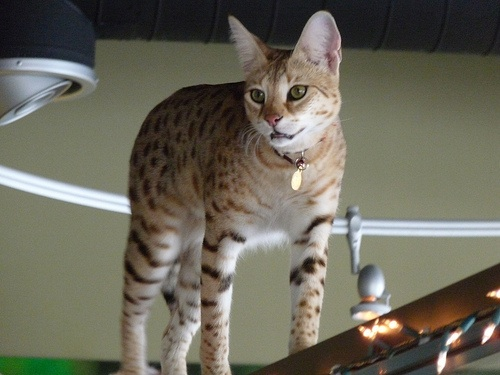